# Nacré des renouées
Boloria napaea
Espèce
Le Nacré des renouées (Boloria napaea) est une espèce de lépidoptère appartenant à la famille des Nymphalidae, à la sous-famille des  Heliconiinae  et au genre Boloria.

## Description
C'est un papillon au dessus orange à suffusion basale marron et même parfois de gris violacé chez la femelle, orné de dessins de couleur marron, avec de petits festons et une ligne de points ronds submarginale. L'aile postérieure forme un angle à son bord antérieur.
Au revers des antérieures les dessins sont peu marqués, l'apex est orné taches nacrées, et les postérieures sont claires car ornées de dessins nacrés.

## Boloria napaea napaea

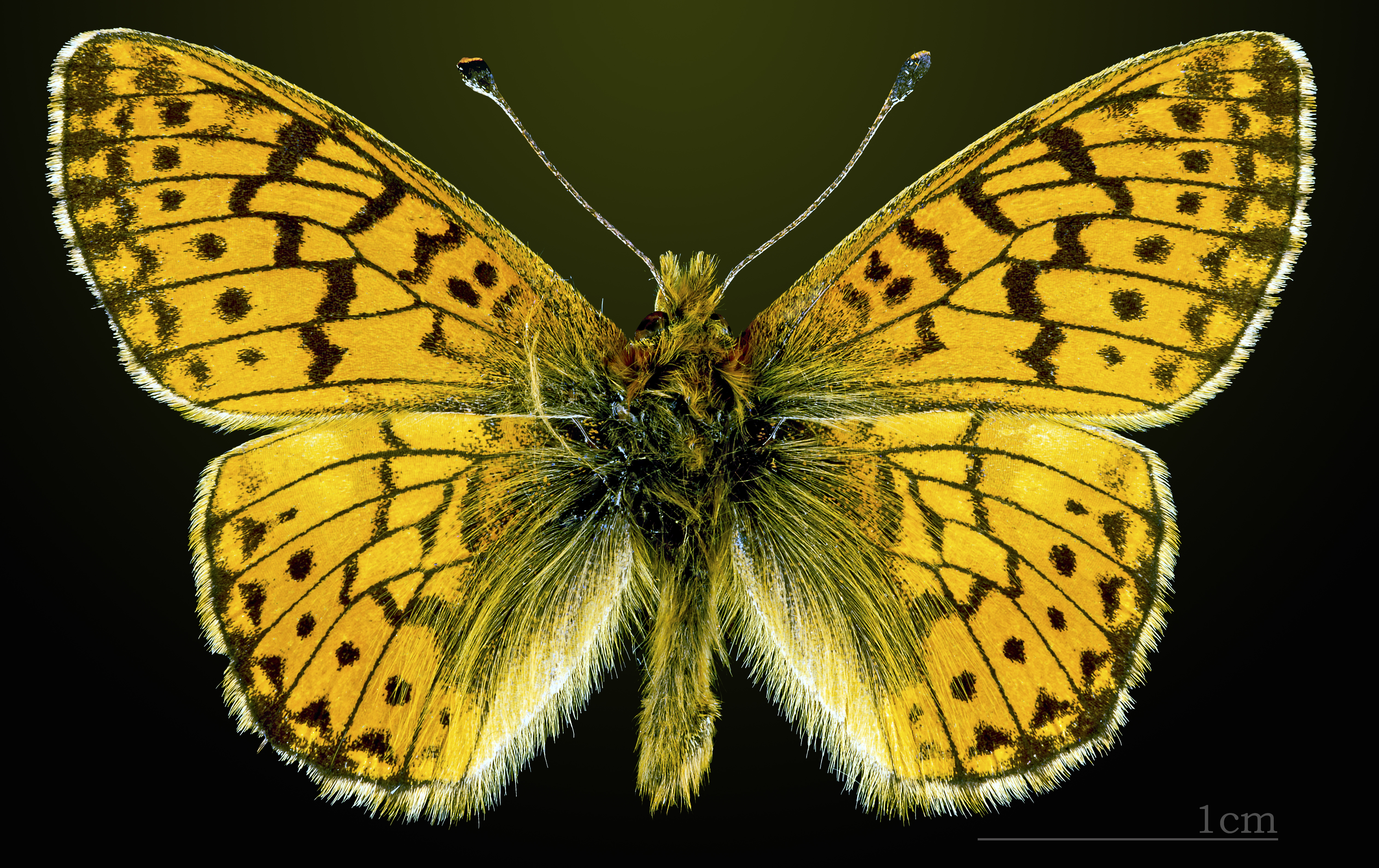
♂ (MHNT)
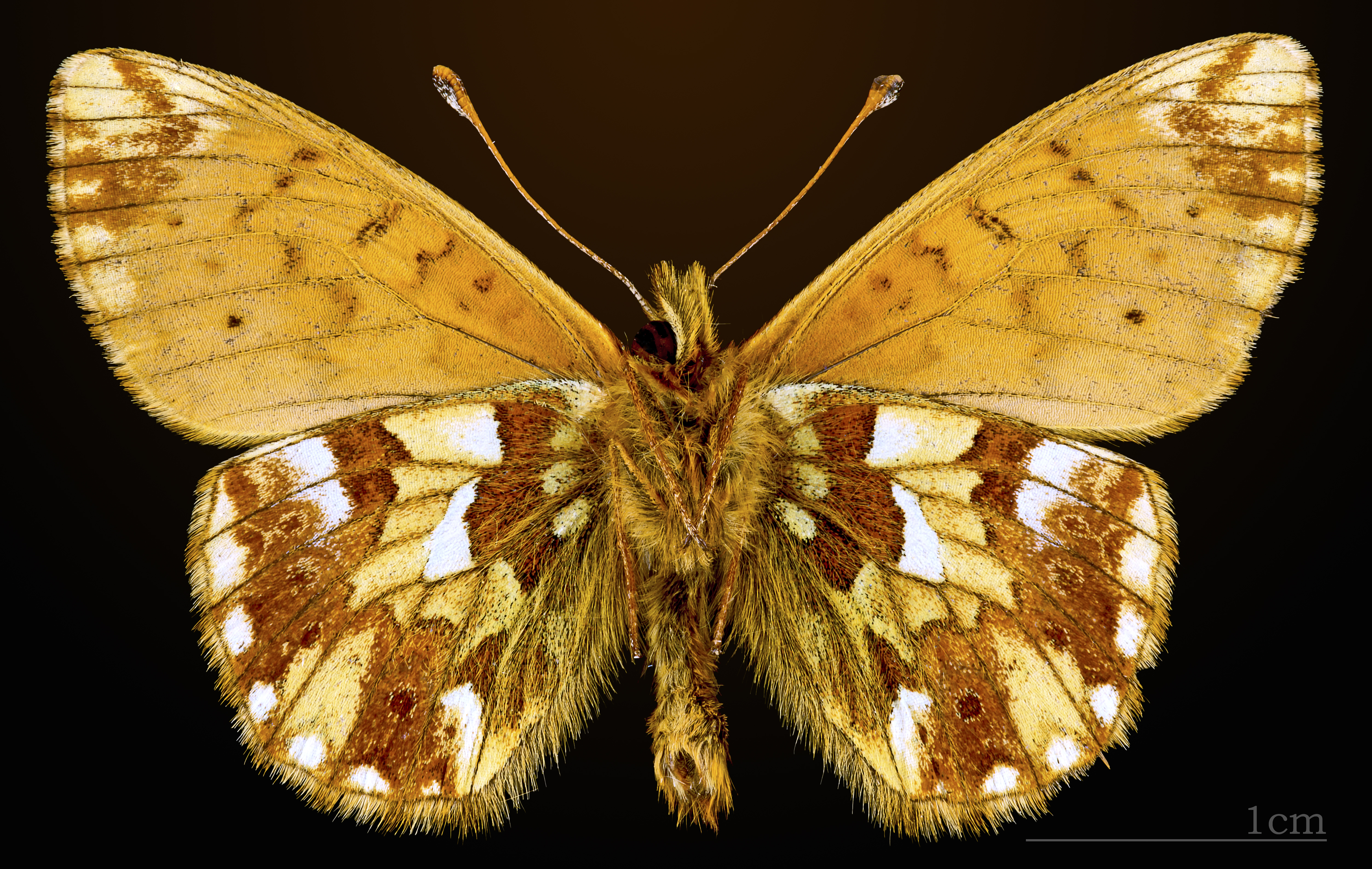
♂   △ (MHNT)
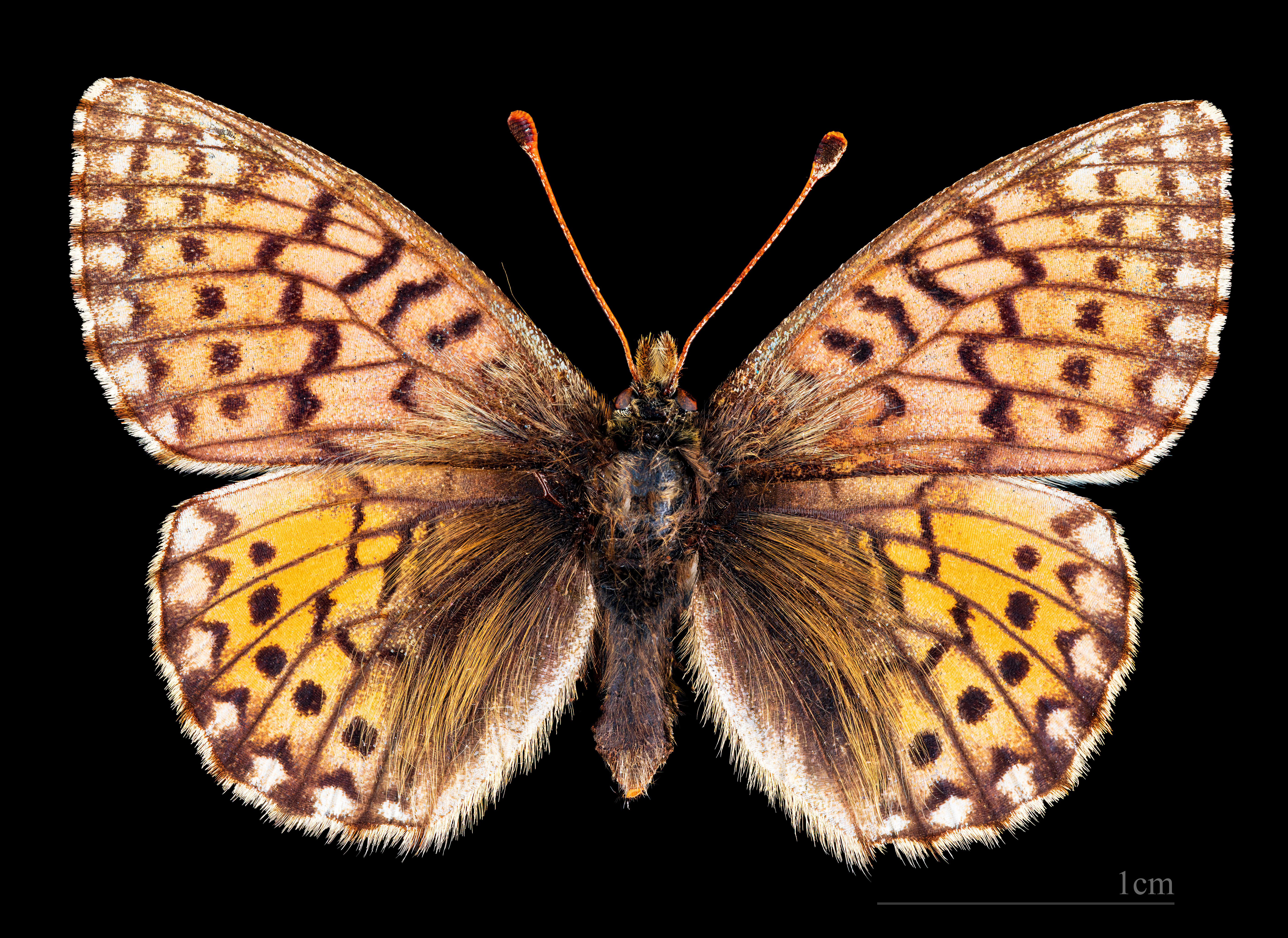
♀ (MHNT)
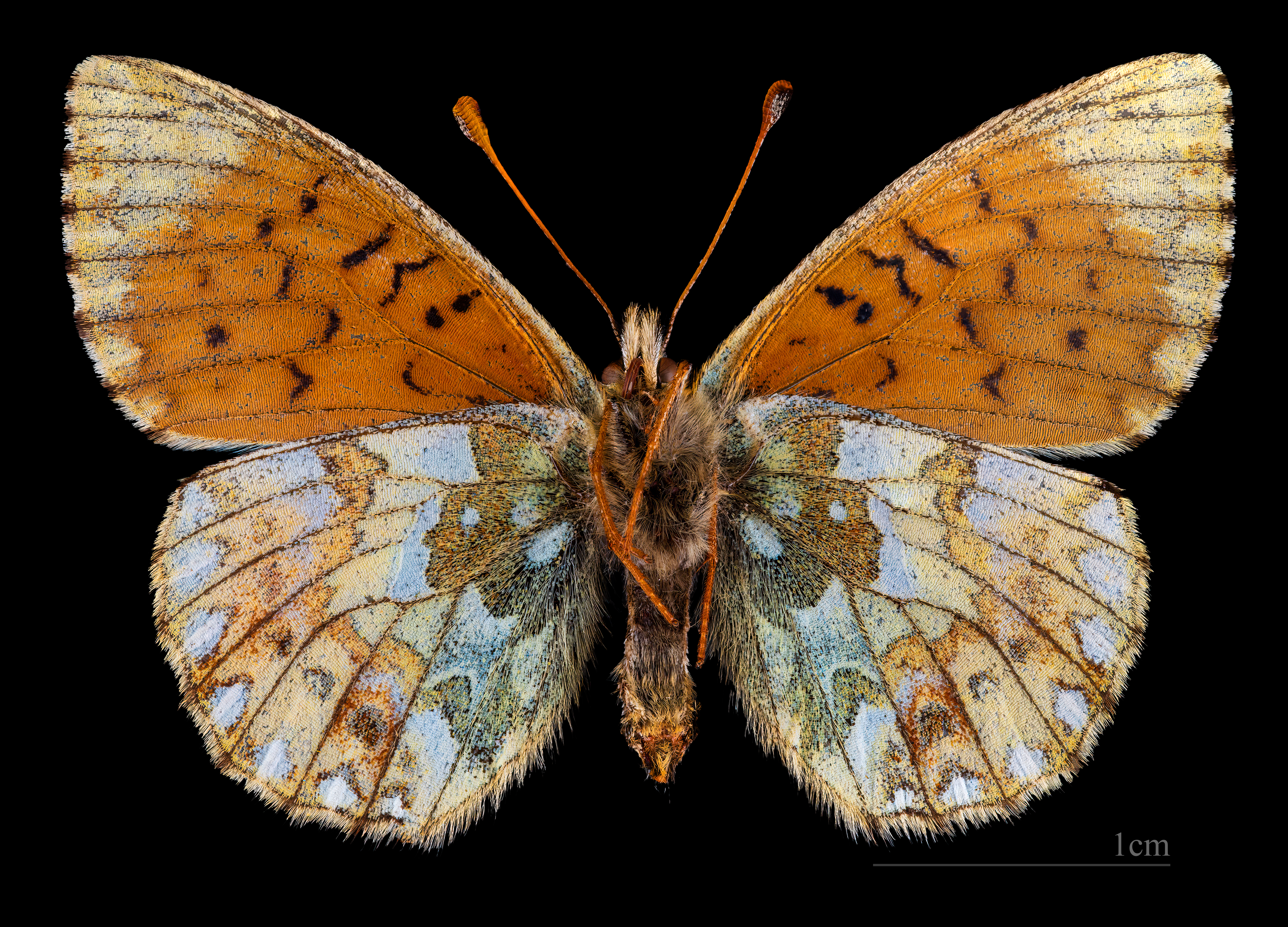
♀ △ (MHNT)

## Biologie

### Période de vol et hivernation
Il vole en une génération entre juin et août.
Il hiverne à l'état de jeune chenille et dans sa zone de résidence la plus nordique, le cycle peut demander deux ans.

### Plantes hôtes
Ses plantes hôtes sont des Viola dont Viola biflora et Polygonum viviparum ainsi que Polygonum bistortoides en Alaska,.

## Écologie et distribution
Le Nacré des renouées réside en Europe sur des zones réduites des Pyrénées et des Alpes et en Scandinavie, en Asie en Mongolie et dans l'Altaï et dans le nord de l'Amérique du Nord, de Alaska au Wyoming avec quelques isolats au Canada,,.
En France métropolitaine il est présent dans les départements des Pyrénées-Orientales,  Isère, Hautes-Alpes, Alpes-Maritimes et Alpes-de-Haute-Provence.

### Biotope
C'est un papillon des prairies alpines.

## Systématique
L'espèce Boloria napaea a été décrite par le naturaliste allemand Johann Centurius von Hoffmannsegg en 1840 .

### Synonyme
- Boloria napaea pyreneorientalis (Hoffmannsegg, 1804)[7].

### Noms vernaculaires
Le Nacré  des renouées se nomme Mountain Fritillary en anglais et Napaea Fritillary en américain.

### Taxinomie
Sous-espèces
- Boloria napaea altaica (Grum-Grshimailo, 1893)
- Boloria napaea contaminata Gorbunov, 2007
- Boloria napaea pustagi Korshunov & Ivonin, 1995
- Boloria napaea vinokurov Dubatolov, 1992[3].

En Amérique du Nord :
- Boloria napaea alaskensis
- Boloria napaea nearctica[4]

## Le Nacré des renouées et l'Homme

### Protection
Pas de statut de protection particulier.